# エンスカイPLUS
株式会社エンスカイPLUS（ENSKY PLUS Co., Ltd.）は、エンスカイ、エンスカイ香港（恩斯凱香港有限公司）、日本カードプロダクツの3社を統括する持株会社。2019年（令和元年）7月に「株式会社あまだ」から社名変更した。

## エンスカイグループ
- エンスカイ

キャラクター玩具（主にジグソーパズル、カード・ステッカー類およびそれらを活用した食玩）の企画・販売。旧：天田印刷加工の営業・企画部門。
- エンスカイ香港（恩斯凱香港有限公司）

グループ会社の中国での生産拠点。
- 日本カードプロダクツ

各種紙製印刷・加工商品のOEM企画・開発・生産。旧：天田印刷加工のカードおよびカード周辺部門。